# Поздяки (Оричевский район)
Поздяки — деревня в Оричевском районе Кировской области в составе Пустошенского сельского поселения.

## География
Расположена на расстоянии примерно 21 км по прямой на юго-запад от райцентра поселка Оричи.

## История
Известна с 1678 как заимочка Окунева с 1 двором. В 1765 году здесь уже 79 жителей. В 1873 году здесь (заимка Окуневская или Пиздяки (не может быть, но так и было записано)) было дворов 24 и жителей 176, в 1905 (Окуневская или Поздяки), в 1926 (деревня Поздяки или Окуневская) 66 и 319, в 1950 67 и 223, в 1989 оставалось 42 жителя. Настоящее название утвердилось с 1939 года.

## Население
Постоянное население составляло 24 человека (русские 96 %) в 2002 году, 4 в 2010.